# Bander Nasser
Bander Nasser (Hafar al-Batin, 14 de marzo de 1990) es un futbolista saudita que juega en la demarcación de lateral izquierdo para el Khaleej Club de la Liga Profesional Saudí.

## Selección nacional
Hizo su debut con la selección de fútbol de Arabia Saudita en un partido amistoso contra Guinea Ecuatorial que finalizó con un resultado de 3-2 a favor del combinado saudita tras los goles de Mohammed Al-Khabrani, Abdullah Al-Shamekh y Abdulfattah Adam para Arabia Saudita, y un doblete de Emilio Nsue para Guinea Ecuatorial.

## Clubes
| Club         | País           | Año       | Partidos | Goles |
| ------------ | -------------- | --------- | -------- | ----- |
| Al-Batin FC  | Arabia Saudita | 2014-2019 | 89       | 0     |
| Al-Fayha FC  | Arabia Saudita | 2019-2023 | 53       | 0     |
| Khaleej Club | Arabia Saudita | 2023-Act. |          |       |